# Thismia caudata
Thismia caudata là một loài thực vật có hoa trong họ Burmanniaceae. Loài này được Maas & H.Maas miêu tả khoa học đầu tiên năm 1986.